# Торба (провинция)
Торба — провинция государства Вануату, занимающая территорию островов Торрес, острова Банкс, по первым буквам названий которых провинция и получила своё название. Население 9 359 человек (2009), площадь 882 км². Административный центр провинции — город Сола.

## Округа
| № | Округ       | Оригинальное название | Население, чел. (2016 год) |
| - | ----------- | --------------------- | -------------------------- |
| 1 | Гауа        | Gaua                  | 2533                       |
| 2 | Мере-Лава   | Mere Lava             | 588                        |
| 3 | Мота        | Mota                  | 673                        |
| 4 | Мота-Лава   | Mota Lava             | 1574                       |
| 5 | Торрес      | Torres                | 981                        |
| 6 | Вануа-Лава  | Vanua Lava            | 3072                       |
| 7 | Урепарапара | Ureparapara           | 454                        |
|   | Торба       | Torba                 | 9875                       |

## Внешние ссылки
- Торба, забытая провинция - Вануату Дейли Пост